# John Lodge
John Charles Lodge (Birmingham, 20 luglio 1945) è un bassista e cantante inglese di rock progressivo.
È il bassista e cantante del gruppo rock inglese Moody Blues. Entra nella band nell'autunno 1966, sostituendo il bassista Rod Clarke.

## Biografia
Mette in mostra immediatamente le sue doti di cantante e compositore, dando col suo falsetto, il marchio di fabbrica all'impasto vocale del gruppo. È autore di brani classici del quintetto come Candle of Life, Ministrel Song, One More time to Live e Talking Out of Turn, nonché di grandi hits del gruppo, quali Isn't Life Strange?, Gemini Dream (con Justin Hayward),  I'm Just a Singer, Steppin in a Slide Zone e Ride My See-saw, tutti nelle classifiche inglesi, europee ed americane.
Dopo lo scioglimento momentaneo dei Moody Blues del 1974, pubblica con Justin Hayward l'album Blue Jays nel 1975, entrando nella top 20 inglese e statunitense. È del 1977 il suo album solista Natural Avenue, anch'esso nei top 50, dove però vira su un pop più accessibile, prediligendo arrangiamenti orchestrali. Partecipa alla reunion dei Moody Blues dell'anno successivo, e da quel momento, fino ad oggi diventera' leader trainante della band insieme a Justin Hayward, e con quest'ultimo, anche autore del 90% del canzoniere del gruppo nei successivi 7 album in studio.
Pubblica nel 1980 il singolo Street Cafè, ma per un secondo album, peraltro più volte annunciato nel corso di interviste durante gli anni '80, si deve attendere il 2015, anno in cui pubblica 10,000 Light Years Ago.
Partecipa a numerosi tornei di golf ed è tuttora impegnato in tournée con la band dei Moody Blues.

## Discografia solista
- 1975 - Blue Jays (in coppia con Justin Hayward)
- 1977 - Natural Avenue
- 2015 - 10,000 Light Years Ago
- 2017 - Live from Birmingham - The 10,000 Light Years Tour
- 2019 - B Yond - The Very Best Of
- 2021 - The Royal Affair and After
- 2023 - Days of Future Passed - My Sojourn